# (2594) Акамант
(2594) Акамант (лат. Acamas, др.-греч. Ακάμας) — троянский астероид Юпитера, двигающийся в точке Лагранжа L5, в 60° позади планеты. Астероид был открыт 22 ноября 1979 года американским астрономом Чарльзом Ковалем в Паломарской обсерватории и назван в честь Акаманта, одного из персонажей древнегреческой мифологии.

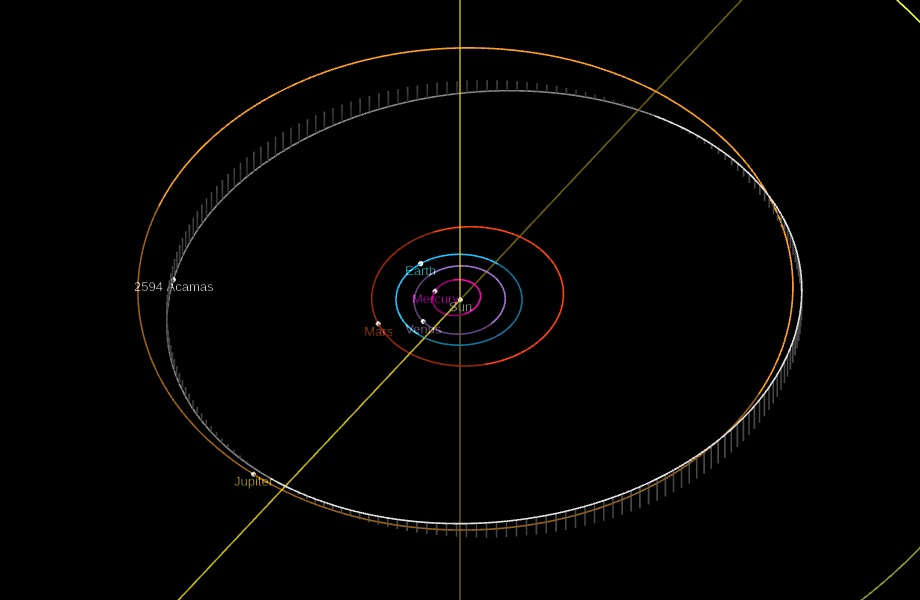
Орбита астероида Акамант и его положение в Солнечной системе